# Long Island
Long Island (ejtsd: longájlend, magyarul am. „hosszú sziget”) sziget az Amerikai Egyesült Államok keleti partján, New York államban.  Lakossága 7,8 millió fő (2014-ben), népsűrűsége 2150 fő/km², mellyel az ország legsűrűbben lakott szigete. 

## Földrajz
New York városától  190 km hosszan nyúlik kelet felé. Területe 3629 km². Délen és keleten az Atlanti-óceán, északon a Long Island Sound tengerszoros, nyugaton az East River és a New York-i öböl határolja. 

## Közigazgatás

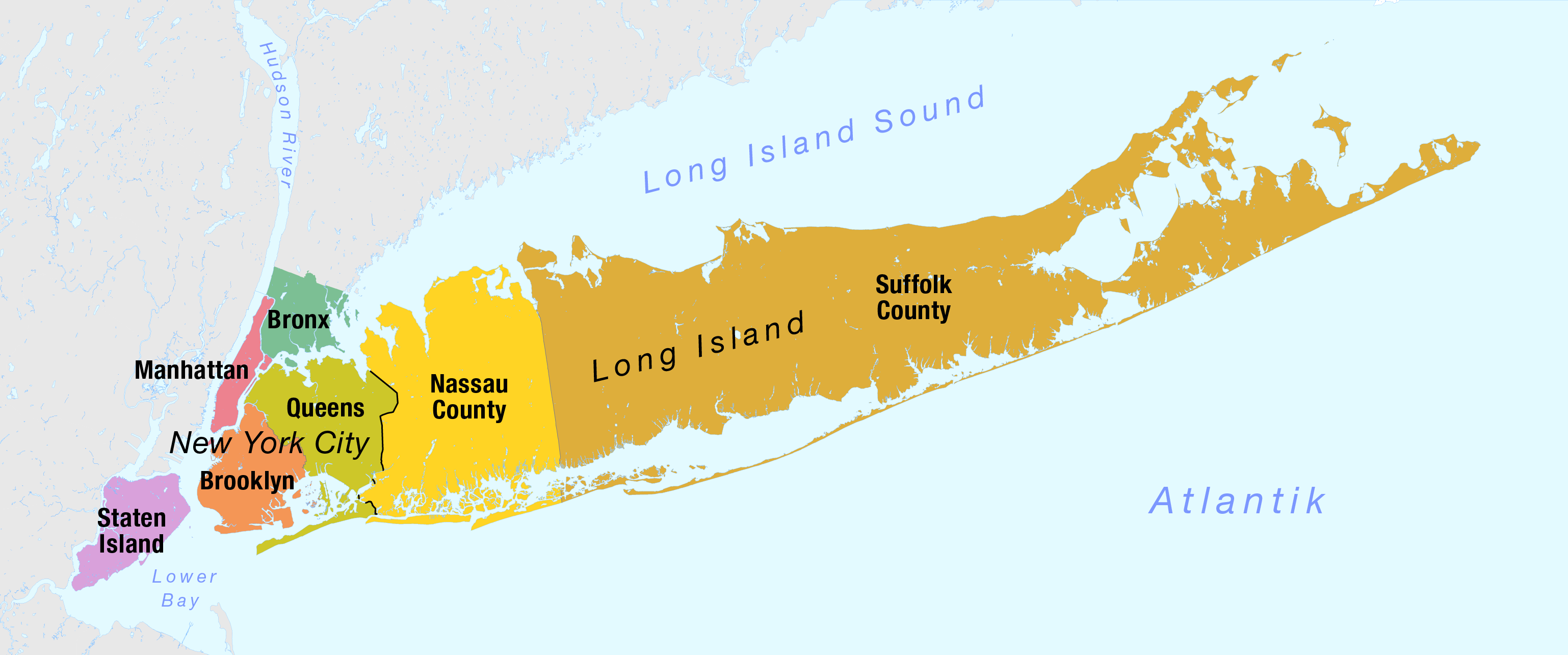
Long Island részei

A sziget nyugati végében fekszenek New York város alábbi városrészei:
- Brooklyn
- Queens

A sziget nagyobbik részét elővárosok, nyaralók, kis farmok foglalják el. 
- Nassau megye még New York vonzáskörzete, ahonnan a nagyvárosba járnak dolgozni,
- Suffolk megye a sziget keleti részén inkább nyaraló- és mezőgazdasági terület.

A déli parton homokos strandok kínálnak fürdési lehetőséget, északi részét a jégkorszaki óriásgleccserek formálták, morénák jellemzik, hegyesebb, tengerpartja sziklásabb, mint a déli, atlanti-óceáni partja.

## Közlekedés

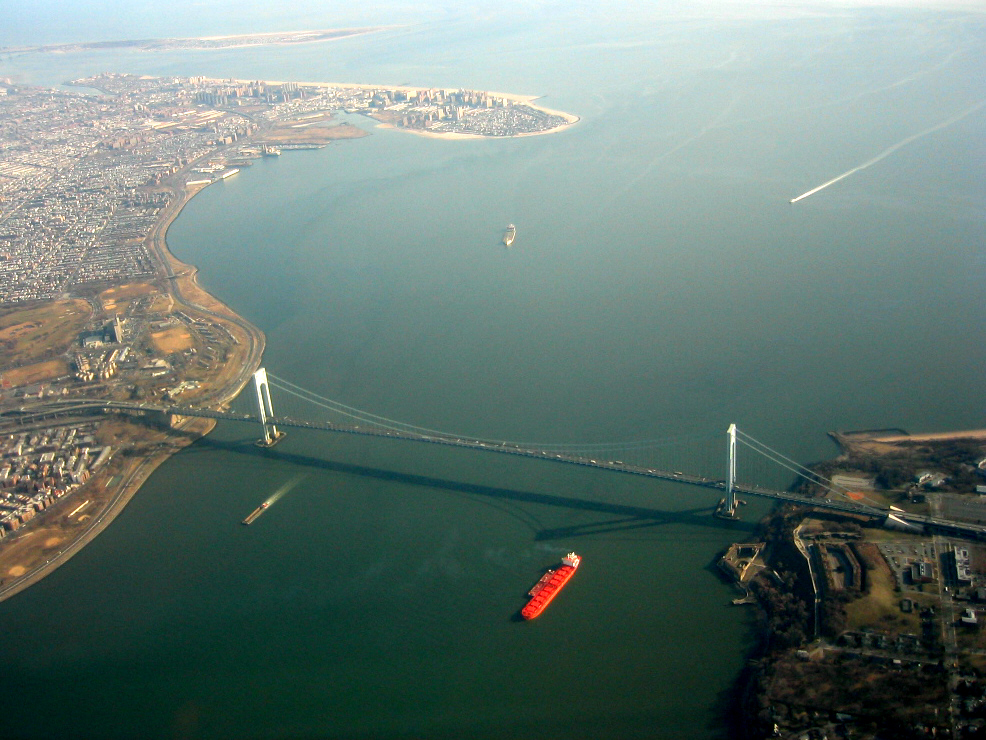
A Verrazano-Narrows híd

New York két forgalmas repülőtere is a sziget nyugati végében található: a John Fitzgerald Kennedy és a LaGuardia. Továbbá, Suffolk megyében található a MacArthur Airport. 
A szigeten a Long Island Railroad biztosítja a vasúti közlekedést. 

## Fordítás
Ez a szócikk részben vagy egészben  a   Long Island című angol Wikipédia-szócikk fordításán alapul.  Az eredeti cikk szerkesztőit annak laptörténete sorolja fel. Ez a jelzés csupán a megfogalmazás eredetét és a szerzői jogokat jelzi, nem szolgál a cikkben szereplő információk forrásmegjelöléseként.